# Place de Tokyo
La place de Tokyo est située dans le 16e arrondissement de Paris, en France.

## Origine du nom
Elle porte le nom de la capitale du Japon, Tokyo.

## Historique
En 1945 à l’issue de la défaite du Japon, puissance ennemie de la France et ses alliés, l’avenue de Tokio — graphie en vigueur au début du XXe siècle quand ce nom a été attribué en 1920 — située en quai de Seine perd son nom pour devenir l’avenue de New-York.
Or, la tradition veut que la capitale d’un pays ami de la France ait sa rue à Paris, elle-même capitale d’État.
Ainsi, quarante ans plus tard, un arrêté municipal du 14 mai 1997 attribue le nom de « place de Tokyo » à une aire de stationnement située devant l’entrée du palais de Tokyo, avenue du Président-Wilson, face au palais Galliera, musée de la Mode de la ville de Paris et entre la rue Maria-Brignole et la rue de Galliera qui enserrent le palais Galliera.
Même si cette place est dépourvue de numéros, son adresse postale est « 75116 Paris ». Il n'y a eu aucune nécessité pratique à cette mesure et il semble que le palais de Tokyo a gardé son adresse : 13, avenue du Président-Wilson.